# Kruppomenia borealis
Kruppomenia borealis is een Solenogastressoort uit de familie van de Simrothiellidae. De wetenschappelijke naam van de soort is voor het eerst geldig gepubliceerd in 1921 door Odhner.